# Tramways bruxellois
Les Tramways Bruxellois (Les Tramways Bruxellois s.a.) of Tramways Bruxellois, afkorting TB, was een vervoerbedrijf dat stads- en streekvervoer exploiteerde in de gemeente Brussel.

## Geschiedenis

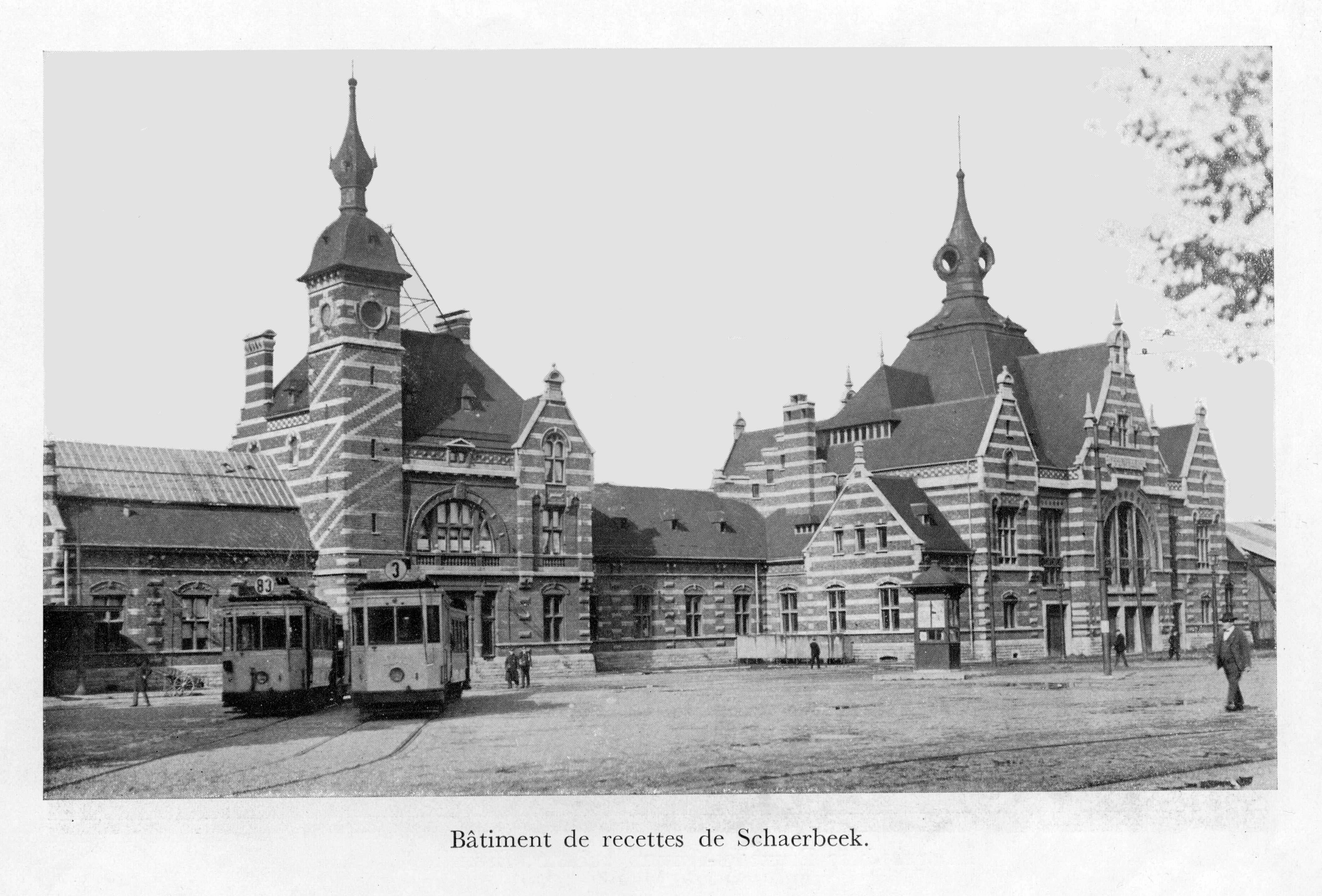
Trams van lijn 3 en 83 wachtend bij het Station Schaarbeek

Tramways Bruxellois is ontstaan toen in 1874 enkele private vervoerbedrijven werden opgekocht. Later werden in 1879 en 1880 nog enkele bedrijven meer opgekocht. In het begin werden er vooral paardentrams gebruikt. In 1882 werd er besloten om over te stappen op elektrische trams en de eerste op accu-aangedreven tram verscheen in 1887. In 1893 schakelde Tramways over op trolleytrams nadat de accu-trams te veel problemen gaven op vooral hellingen. Tegen de eeuwwisseling kwamen er steeds meer elektrische trams en verdwenen de paardentrams langzaam uit beeld.
In 1907 kocht Tramway Bruxellois drie bussen. Deze bussen zouden de laatste paardenomnibussen vervangen. Deze bussen bleven in dienst tot 1913, nadat het project met te veel problemen kampte. Pas in 1926 deed het bedrijf weer actief mee met het busvervoer en richtte als reactie het dochterbedrijf Les Autobus Bruxellois op.
In 1945 verliepen de vergunningen van Tramways Bruxellois. Hierdoor hield het bedrijf op met bestaan. Echter bleef Autobus Bruxellois wel bestaan, maar ging verder onder een ander beheerscomité genaamd SVBA. Deze twee maatschappijen bleven tot 1955 bestaan en werden daarna opgevolgd door MIVB.

## Exploitatie
Tramways Bruxellois exploiteerde verschillende tramlijnen in de regio Brussel en tussen 1907 en 1913 ook enkele buslijnen. Dit gebeurde veelal met het oude materieel van voorgaande vervoerders, met enkele nieuw materieel en met tijdelijk gehuurd materieel. Zo reed men tot 1907 met paardentrams, tussen 1887 en 1893 enkele accu-trams en vanaf 1893 trolleytrams. Deze trams reden veelal op lijnen van vorige vervoerders maar ook op enkele nieuw aangelegde lijnen. Voor het tramnet in 1935 zie: Lijnennet in 1935. 